# Dipeno e Escílis
Dipeno (em grego clássico: Δίποινος; romaniz.: Dípoinos; em latim: Dipoenus) e Escílis (em grego clássico: Σκύλλις; romaniz.: Skýllis; em latim: Scyllis) foram escultores da Grécia Antiga, naturais de Creta, e ativos no século VI a.C. Trabalhavam juntos e a tradição diz que eram discípulos do mítico Dédalo. A partir de 580 a.C., de acordo com Plínio, o Velho, estavam em Sicião, onde deram origem a uma importante escola de escultura. Nenhuma de suas obras chegou aos nossos dias.